# Ламша (река)
Ламша — река в России, протекает по Рязанской области.

## География
Река Ламша берёт начало северо-западнее села Чарус. Течёт на юг. На реке расположена одноимённая деревня Ламша. Устье реки находится в 7,7 км по левому берегу Ламшанской канавы. Длина реки составляет 19 км, площадь водосборного бассейна — 92,7 км².

## Данные водного реестра
По данным государственного водного реестра России относится к Окскому бассейновому округу, водохозяйственный участок реки — Ока от водомерного поста у села Копоново до впадения реки Мокша, речной подбассейн реки — бассейны притоков Оки до впадения Мокши. Речной бассейн реки — Ока.
Код объекта в государственном водном реестре — 09010102312110000026443.